# Rexall Edmonton Indy 2009
Rexall Edmonton Indy 2009 var ett race som var den elfte deltävlingen i IndyCar Series 2009. Racet kördes den 26 juni på flygplatsen i centrala Edmonton. Will Power tog sin första riktiga seger i IndyCar, genom att dominera helgen i Kanada. Hélio Castroneves tog sig förbi Scott Dixon mot slutet, och slutade på andra plats. Dixon kom dock före sina mästerskapskonkurrenter Ryan Briscoe och Dario Franchitti, och kunde återta mästerskapsledningen från Franchitti. Tony Kanaan råkade ut för en eldsvåda i depån, men klarade sig i stort sett oskadd tack vare snabbt ingripande från depåpersonal från flera team.

## Slutresultat
| Plats | Förare            | Team                     | Grid | Kvaltid  |
| ----- | ----------------- | ------------------------ | ---- | -------- |
| 1     | Will Power        | Team Penske              | 1    | 1.01,013 |
| 2     | Hélio Castroneves | Team Penske              | 3    | 1.01,203 |
| 3     | Scott Dixon       | Chip Ganassi Racing      | 4    | 1.01,204 |
| 4     | Ryan Briscoe      | Team Penske              | 2    | 1.01,123 |
| 5     | Dario Franchitti  | Chip Ganassi Racing      | 6    | 1.01,834 |
| 6     | Paul Tracy        | KV Racing Technology     | 9    | 1.01,676 |
| 7     | Graham Rahal      | Newman/Haas Racing       | 5    | 1.01,695 |
| 8     | Justin Wilson     | Dale Coyne Racing        | 15   | 1.02,400 |
| 9     | Robert Doornbos   | Newman/Haas Racing       | 10   | 1.01,684 |
| 10    | Marco Andretti    | Andretti Green Racing    | 18   | 1.02,505 |
| 11    | Danica Patrick    | Andretti Green Racing    | 20   | 1.02,518 |
| 12    | Ernesto Viso      | HVM Racing               | 14   | 1.02,424 |
| 13    | Alex Tagliani     | Conquest Racing          | 17   | 1.02,645 |
| 14    | Hideki Mutoh      | Andretti Green Racing    | 12   | 1.02,167 |
| 15    | Dan Wheldon       | Panther Racing           | 22   | 1.02,836 |
| 16    | Ed Carpenter      | Vision Racing            | 23   | 1.03,434 |
| 17    | Ryan Hunter-Reay  | A.J. Foyt Enterprises    | 21   | 1.02,999 |
| 18    | Raphael Matos     | Luczo Dragon Racing      | 8    | 1.01,568 |
| 19    | Tomas Scheckter   | Dreyer & Reinbold Racing | 16   | 1.02,428 |
| 20    | Mike Conway       | Dreyer & Reinbold Racing | 11   | 1.01,906 |
| 21    | Tony Kanaan       | Andretti Green Racing    | 13   | 1.02,272 |
| 22    | Richard Antinucci | Team 3G                  | 19   | 1.02,836 |
| 23    | Mário Moraes      | KV Racing Technology     | 7    | 1.01,533 |